# Luis Miguel Martínez (cyclisme)
Pour les articles homonymes, voir Luis Martínez et Martínez.
Martínez  Gómez est un nom espagnol. Le premier nom de famille, en général paternel, est Martínez ; le second, en général maternel, souvent omis, est Gómez.
Luis Miguel Martínez Gómez, né le 30 juin 1993, est un coureur cycliste colombien.

## Biographie
Luis Miguel Martínez est originaire de Manizales, la capitale du département de Caldas. Durant son enfance, il joue au football au poste de défenseur gauche. Son père lui transmet également la passion du cyclisme en l'emmenant faire des sorties à vélo,. Après plusieurs années de pratique, il se lance finalement dans la compétition à l'âge de quinze ans, d'abord par le VTT. Dans cette discipline, il termine notamment quatrième du championnat panaméricain chez les juniors en 2011. La même année, il participe à la version junior du Tour de Colombie, où il se classe deuxième d'une étape et neuvième du classement général. 
En 2014, il finit neuvième du championnat de Colombie espoirs et dixième de la Vuelta de la Juventud (le Tour de Colombie des moins de 23 ans). Il se classe aussi quatrième d'une étape du Clásico RCN, face aux meilleurs cyclistes du pays. Après ses performances, il intègre un club italien en 2015. Bon grimpeur, il décroche quelques places d'honneur dans des courses du calendrier amateur. Il revient toutefois en Colombie dès 2016, chez Movistar Team América. Depuis cette date, il se cantonne principalement aux épreuves du calendrier national colombien. Il termine néanmoins cinquième du Tour du Guatemala en novembre 2017.
En 2021, il est notamment troisième d'une étape du Clásico RCN. Deux ans plus tard, il obtient le meilleur résultat de sa carrière en prenant la troisième place du championnat de Colombie, chez les élites.

## Palmarès sur route

### Par année
- 2015
  - 3e de la Coppa Fiera di Mercatale
  - 3e du Grand Prix de la ville d'Empoli
- 2021
  - 3e du championnat de Colombie sur route

### Classements mondiaux
| Année                                 | 2014 | 2015 | 2016 | 2017 | 2018  | 2019 | 2020 | 2021 |
| ------------------------------------- | ---- | ---- | ---- | ---- | ----- | ---- | ---- | ---- |
| Classement mondial                    |      |      | nc   | nc   | 2169e | nc   | nc   | 813e |
| UCI America Tour                      | 457e | nc   | nc   | nc   | 284e  | nc   | nc   | 99e  |
|                                       |      |      |      |      |       |      |      |      |
| Légende : nc = non classéSource : UCI |      |      |      |      |       |      |      |      |